# Сазонова, Юлия Валерьевна
Ю́лия Вале́рьевна Сазо́нова (род. 14 октября 1988, Костомукша, Карелия) — российская биатлонистка, чемпионка России. Мастер спорта России (2013). Также участвует в соревнованиях по лыжным гонкам.

## Биография
Родилась в Карелии. Окончила спортивную школу №1 города Костомукша, в которой тренировалась у Александра Григорьевича Скорикова. Позднее переехала в Новоуральск.
На внутрироссийских соревнованиях представляет Республику Карелия и Свердловскую область. Также выступает за спортивный клуб «Кедр».
Обучалась в Петрозаводской педагогической академии.

### Спортивная карьера
В 2011 году выполнила норматив Мастера спорта России.
Участвовала на чемпионате Европы по летнему биатлону 2013 года в эстонской Хааньи, где стала 14-й в спринте и 16-й в гонке преследования.
В августе 2020 одержала победу в масс-старте на летнем чемпионате России в Рыбинске, а в феврале 2022 года стала чемпионкой страны в классическом биатлоне, выиграв в Тюмени золото в командной гонке. Также становилась призёром этапов Кубка России.
Регулярно принимает участие в соревнованиях по лыжным гонкам: становилась победителем марафонских дистанций, чемпионатов ВС РФ и других региональных турниров.